# Тик-Так
Тик-Так је часопис намењен ученицима млађих разреда основне школе, покренут 1969. године. Часопис је издавала издавачка кућа „Дечје новине“ из Горњег Милановца. Дистрибуиран је углавном преко школа. Лист је излазио на сваке две недеље. Први број Тик-Така је изашао из штампе 20. маја 1969. године у 50.000 примерака. За првих 15 година постојања изашло је 50.000.000 примерака овог листа.